# Ruth Coker Burks
Ruth Coker Burks (Hot Springs, 19 marzo 1959) è un'attivista statunitense.
Nota anche come Cemetery Angel ("Angelo del cimitero"), è una attivista e sostenitrice per la consapevolezza sull'AIDS. Durante l'epidemia di AIDS alla fine degli anni '80, abbandonò la carriera di agente immobiliare di successo per aiutare i malati di AIDS che non avevano nessuno a prendersi cura di loro. A causa dei pregiudizi, delle paure e dello stigma che circondava la malattia in quegli anni, era spesso l'unica a prendersi cura di loro fino alla morte. In particolare, è nota per averli seppelliti nel suo cimitero di famiglia a Hot Spring in Arkansas. Attualmente vive a Rogers, sempre in Arkansas.

## Biografia
Burks è nata a Hot Springs ed era amica di Bill Clinton. Durante la sua infanzia e a causa di una disputa familiare, la madre di Burks comprò 262 appezzamenti di terreno nel Files Cemetery a Hot Springs e in seguito lasciò quella terra a Burks.
La prima esperienza di Burks con un paziente affetto da AIDS è avvenuta nel 1984 quando visitò un'amica all'ospedale. L'amica di Burks aveva un cancro e lei trascorse molto tempo in ospedale. Un giorno notò che gli infermieri avevano paura di entrare in una stanza coperta da una sacco rosso e più tardi scoprì che il paziente aveva quella che allora era conosciuta come carenza immunitaria degli omosessuali. Il cugino di Burks era gay e lei era interessata a conoscere la malattia ed era curiosa del paziente dietro la porta. Incontrò il paziente, un giovane, che voleva vedere sua madre prima di morire. Burks ha tentato di farlo accadere ma la madre ha detto che era un "peccatore" e che non lo avrebbe rivisto né avrebbe reclamato il corpo quando fosse morto. Quindi Burks tornò dall'uomo e si sedette con lui fino alla sua morte. Lo seppellì nel cimitero di famiglia.
Dopo il suo primo incontro con un malato di AIDS a Hot Springs, ha iniziato a ricevere telefonate da altri che avevano bisogno del suo aiuto. Nel corso degli anni ha assistito oltre 1.000 persone. Li ha aiutati ad andare agli appuntamenti medici, a ottenere farmaci, a richiedere assistenza e altro ancora. Burks conservava anche le forniture di farmaci contro l'AIDS perché alcune farmacie non avevano questi farmaci. Ha anche seppellito più di 40 persone nel suo cimitero a Hot Springs. Sua figlia l'ha aiutata col suo lavoro nel cimitero. A causa del suo lavoro a favore delle persone malate di AIDS, lei e sua figlia erano considerate "reiette" e le croci vennero bruciate nel suo cortile due volte. Burks ha ricevuto un aiuto finanziario dai club gay in Arkansas, incluso il Discovery Club di Little Rock. Nel 1988, Norman Jones, proprietario del Discovery, ha creato l'Helping People with AIDS, dove Burks ha lavorato per diversi anni. Durante la presidenza di Clinton Burks era una consulente della casa Bianca per l'educazione all'AIDS.
Intorno al 2010, Burks ha avuto un ictus e ha dovuto reimparare molte abilità, tra cui come parlare, leggere, nutrirsi e scrivere. Ha anche perso la memoria. Per alcuni anni ha vissuto e lavorato in Florida, poi si è trasferita a Rogers in Arkansas per essere più vicino alla sua famiglia. Nel 2013, ha difeso tre bambini affidatari chi sono stati rimossi da una scuola a causa di voci secondo le quali potrebbero essere sieropositivi. La sua difesa dei bambini l'ha esclusa dalla comunità e non è riuscita a trovare lavoro.
Ad agosto 2016, è stata premiata dalla città di New York nella Settimana dell'orgoglio dal gruppo non profit Broadway Sings for Pride. Ruth e altri stanno lavorando per creare un memoriale per le vittime dell'AIDS a Hot Springs.